# 대산면 (남원시)
대산면(大山面)은 대한민국 전북특별자치도 남원시의 면이다. 넓이는 36.09km2이고, 인구는 2006년 기준으로 1,980명이다.

## 행정 구역
- 풍촌리(楓村里)
- 옥율리(玉栗里)
- 운교리(雲橋里)
- 신계리(新溪里)
- 대곡리(大谷里)
- 금성리(金城里)
- 길곡리(吉谷里)
- 수덕리(水德里)

## 교육
- 대산초등학교
- 서원초등학교